# 中山由美
中山 由美（なかやま ゆみ）は、日本のアニメーター、キャラクターデザイナー。J.C.STAFF所属。
『KAIKANフレーズ』、『闇の末裔』、『スパイラル －推理の絆－』や『裏切りは僕の名前を知っている』など、二枚目の男性キャラクターデザインで有名。

## 参加作品

### テレビアニメ
1997年
- 少女革命ウテナ（作画監督・作監補佐・原画）

1998年
- アリスSOS（キャラクターデザイン）
- 彼氏彼女の事情（作画監督・原画）

1999年
- 魔術士オーフェン（原画）
- KAIKANフレーズ（キャラクターデザイン）
- へっぽこ実験アニメーション エクセル・サーガ（エンディングアニメーション）
- 魔術士オーフェン Revenge（原画）

2000年
- だぁ!だぁ!だぁ!（原画）
- 闇の末裔（キャラクターデザイン・作画監督）

2001年
- 魔法戦士リウイ（原画）

2002年
- 藍より青し（総作画監督）
- スパイラル －推理の絆－（キャラクターデザイン・総作画監督・作画監督・OP原画）

2003年
- ガンパレード・マーチ 〜新たなる行軍歌〜（原画）
- 藍より青し〜縁〜（総作画監督・作画監督）

2004年
- 光と水のダフネ -DAPHNE IN THE BRILLIANT BLUE-（総作画監督・作画監督）
- 忘却の旋律（作画監督）
- SAMURAI 7（原画）

2005年
- LOVELESS（総作画監督・作画監督）
- まほらば〜Heartful days（予告原画）
- かりん（キャラクターデザイン・総作画監督・作画監督・原画）

2006年
- 学園ヘヴン BOY'S LOVE HYPER!（キャラクターデザイン・総作画監督）
- ゴーストハント（作画監督・原画）
- 少年陰陽師（原画）

2007年
- 天保異聞 妖奇士（原画）
- 金色のコルダ〜primo passo〜（原画）
- のだめカンタービレ（作画監督・原画・第二原画）
- スカイガールズ（作画監督・OP原画）
- ぽてまよ（作画監督・原画）
- 灼眼のシャナII（Second）（作画監督）
- キミキス pure rouge（作画監督）

2008年
- シゴフミ（原画）
- 隠の王（総作画監督、ED作画監督）

2009年
- 初恋限定。（作画監督）
- 07-GHOST（原画）
- うみねこのなく頃に（原画）

2010年
- 裏切りは僕の名前を知っている（キャラクターデザイン・総作画監督・作画監督・OP総作画監督・ED総作画監督））
- 薄桜鬼（OP原画）
- 薄桜鬼 碧血録（OP原画）
- おとめ妖怪 ざくろ（作画監督・OP原画）
- 咎狗の血（作画監督）

2011年
- 夢喰いメリー第二原画）
- バクマン。（原画）
- 世界一初恋（OP原画）
- うたの☆プリンスさまっ♪ マジLOVE1000%（作監補佐・原画）
- バクマン。2（作画監督・原画）
- 君と僕。（原画）

2012年
- 君と僕。2（原画）
- 坂道のアポロン（原画）
- アルカナ・ファミリア -La storia della Arcana Famiglia-（作画監督・作画監督補佐・原画）
- 薄桜鬼 黎明録（作画監督・作画監督補佐・原画）
- 黒子のバスケ（原画）

2013年
- うたの☆プリンスさまっ♪ マジLOVE2000%（作画監督・原画）
- 八犬伝―東方八犬異聞― 第二期（作画監督）
- ゴールデンタイム（作画監督・原画）
- メガネブ!（作画監督）

2014年
- LOVE STAGE!!（作画監督・原画）
- 黒執事 Book of Circus（作画監督・原画）
- selector spread WIXOSS（作画監督）

2015年
- ログ・ホライズン 第2シリーズ（作画監督）
- 食戟のソーマ（作画監督）
- 純情ロマンチカ3（作画監督）

2016年
- ノルン+ノネット（作画監督）
- この素晴らしい世界に祝福を!（作画監督）
- ばくおん!!（作画監督）
- DAYS（作画監督・原画）
- 斉木楠雄のΨ難（作画監督・総作画監督）

2017年
- MARGINAL#4 KISSから創造るBig Bang（作画監督）
- 弱虫ペダル NEW GENERATION（作画監督）
- 昭和元禄落語心中 -助六再び篇-（作画監督）
- カブキブ!（作画監督）
- アリスと蔵六（作画監督・原画）
- 賭ケグルイ（原画）
- 地獄少女 宵伽（作画監督）

2018年
- ダメプリ ANIME CARAVAN（総作画監督）

2019年
- ワンパンマン（作画監督）

2020年
- とある科学の超電磁砲T（作画監督）

2021年
- WIXOSS DIVA(A)LIVE（作画監督）
- スケートリーディング☆スターズ（作画監督）
- 戦闘員、派遣します!（作画監督）
- BLUE REFLECTION RAY/澪（作画監督）
- ヴァニタスの手記（作画監督）

2023年
- Dr.STONE NEW WORLD（作画監督）
- 七つの魔剣が支配する（作画監督）
- 『ヒプノシスマイク-Division Rap Battle-』Rhyme Anima +（作画監督）

2024年
- ただいま、おかえり（総作画監督）
- 2.5次元の誘惑（作画監督）
- 黄昏アウトフォーカス（総作画監督）
- やり直し令嬢は竜帝陛下を攻略中（作画監督）

2025年
- SAKAMOTO DAYS（作画監督）
- 男女の友情は成立する?（いや、しないっ!!）（作画監督）
- 美男高校地球防衛部ハイカラ!（作画監督）

### 劇場アニメ
- いばらの王 -King of Thorn-（2010年・原画）
- 劇場版 テニスの王子様 英国式庭球城決戦!（2011年・作画監督）

### OVA
- 風魔の小次郎 夜叉篇（1989年・原画）
- 風魔の小次郎 風魔反乱篇（1992年・原画）
- ハンサムな彼女（1992年、キャラクターデザイン）
- ぷりんせすARMY ウェディング★COMBAT（1992年、キャラクターデザイン・作画監督）
- フォーチュン・クエスト 世にも幸せな冒険者たち（1993年、キャラクターデザイン・作画監督）
- おさかなはあみの中 〜FISH IN THE TRAP〜（1994年、キャラクターデザイン・作画監督）
- ぼくはこのまま帰らない（1994年、キャラクターデザイン・作画監督・原画）
- でたとこプリンセス（1997年・作画監督）
- 薄桜鬼 雪華録（2011年・作画監督）